# Terminator 3: The Redemption
Terminator 3: The Redemption – gra zręcznościowa osadzona w świecie Terminatora, stworzona przez wewnętrzny oddział firmy Atari- Paradigm Entertainment. Gra powstała na platformę Sony PlayStation 2, Microsoft Xbox i Nintendo GameCube. 
Akcja gry rozpoczyna się gdy T-850 zabija Johna Connora, a następnie zostaje schwytany i przeprogramowany przez ruch oporu. Jego misją jest dostanie się do wehikułu czasu Skynetu i ocalenie Johna i Kate.
Gra otrzymała przeciętne oceny od krytyków. Pozytywnie oceniono główną postać, jak i udaną adaptację filmu. Negatywnie wyrażono się na temat długości gry jak i liniowości rozgrywki.